# NGC 4149
NGC 4149 (również NGC 4154, PGC 38741 lub UGC 7167) – galaktyka spiralna (S?), znajdująca się w gwiazdozbiorze Wielkiej Niedźwiedzicy.
Odkrył ją William Herschel 17 kwietnia 1789 roku. Ponownie obserwował ją 18 marca 1790 roku, lecz nie zdawał sobie sprawy, że to ten sam obiekt i skatalogował ją po raz drugi. John Dreyer umieścił w swoim katalogu obie obserwacje Herschela jako, odpowiednio, NGC 4149 i NGC 4154.